# Tolterodin
Tolterodin (Handelsname Detrusitol) ist ein chiraler Arzneistoff, der als spezifischer und kompetitiver Antagonist an Muskarinrezeptoren bei Patienten mit dem Syndrom der überaktiven Blase als Urologikum eingesetzt wird.

## Klinische Angaben

### Anwendungsgebiete (Indikationen)
Der Wirkstoff wird zur symptomatischen Therapie bei Patienten mit einer erhöhten Harnfrequenz (häufiges Harnlassen), imperativem, erhöhten Harndrang (plötzlicher Drang, Harn zu lassen), Dranginkontinenz (plötzlicher Kontrollverlust über das Harnlassen), wie sie beim Syndrom der überaktiven Blase vorkommen können, eingesetzt.

### Gegenanzeigen (Kontraindikationen)
- Bei einer Überempfindlichkeit gegen Tolterodin
- Harnretention
- Magenretention (wenn der Magen sich nicht richtig entleert)
- Nicht ausreichend behandeltes oder unbehandeltes Engwinkelglaukom (erhöhter Augendruck auch bei entsprechender Behandlung),
- Myasthenia gravis (eine neurologische Erkrankung, die zu Muskelschwäche führt)
- Schwere Colitis ulcerosa (schwere Entzündung des Dickdarms, die zu Geschwürbildung und Blutungen führt)
- Toxisches Megakolon (eine sehr schwerwiegende Colitis-Komplikation)[3]

### Unerwünschte Wirkungen (Nebenwirkungen)
Zu den Nebenwirkungen gehören unter anderem anticholinerge Effekte.

## Sonstige Informationen

### Chemische und pharmazeutische Informationen
Tolterodin-Tartrat ist ein weißes, kristallines Pulver. Der pKs-Wert ist 9,87 und die Löslichkeit in Wasser beträgt 12 Gramm pro Liter. Es ist löslich in Methanol, leicht löslich in Ethanol, und praktisch unlöslich in Toluol. Der Oktanol-Wasser-Verteilungskoeffizient (Log D) ist 1,83 bei einem pH-Wert von 7,3.